# Waldervaart
De Waldervaart is een sloot en een wijk in de Nederlandse gemeente Schagen, grenzend aan de Schagerwiel en het centrum van Schagen.
In de jaren 70 van de 20e eeuw begon men met het aanleggen van een nieuwe wijk, die de Waldervaart werd genoemd, liggend aan beide oevers van de gelijknamige sloot.
De straten in de wijk zijn vernoemd naar vogelsoorten (zo is er een Meerkoet, Spreeuwenlaan en Kievitlaan). De straten in Waldervaart Zuid zijn echter vernoemd naar soorten molens. Dit gedeelte wordt ook wel de Molenbuurt genoemd.